# Актуарія
Актуарія (лат. navis actuaria — «швидкохідне судно») — це рідкісний тип римської галери. Вона призначалася для розвідки, служби як авізо, постачання і парадних виїздів (застосовувалися спеціально створені актуарії).
Актуарія була невеликим високобортним судном. Таран-тризуб мав декоративне призначення. Акростоль, як правило, виконувався у вигляді завитка мушлі.
Характерною особливістю і важливою перевагою актуарії було рознесення весел по групах та їх окреме розміщення. Вони кріпилися на спеціальних балконах-кринолінах, розташованих на різних рівнях і забезпечували високу маневреність і можливість незалежної роботи. Актуарія оснащувалася двома кермовими веслами, а іноді з'ємною щоглою, що кріпилася до акростоля й несла вітрило-артемон.